# Muhammad ibn Yūsuf Atfaiyash
 (décembre 2021).
La mise en forme du texte ne suit pas les recommandations de Wikipédia : il faut le « wikifier ».
Les points d'amélioration suivants sont les cas les plus fréquents. Le détail des points à revoir est peut-être précisé sur la page de discussion.
- Les titres sont pré-formatés par le logiciel. Ils ne sont ni en capitales, ni en gras.
- Le texte ne doit pas être écrit en capitales (les noms de famille non plus), ni en gras, ni en italique, ni en « petit »…
- Le gras n'est utilisé que pour surligner le titre de l'article dans l'introduction, une seule fois.
- L'italique est rarement utilisé : mots en langue étrangère, titres d'œuvres, noms de bateaux, etc.
- Les citations ne sont pas en italique mais en corps de texte normal. Elles sont entourées par des guillemets français : « et ».
- Les listes à puces sont à éviter, des paragraphes rédigés étant largement préférés. Les tableaux sont à réserver à la présentation de données structurées (résultats, etc.).
- Les appels de note de bas de page (petits chiffres en exposant, introduits par l'outil «  Source ») sont à placer entre la fin de phrase et le point final[comme ça].
- Les liens internes (vers d'autres articles de Wikipédia) sont à choisir avec parcimonie. Créez des liens vers des articles approfondissant le sujet. Les termes génériques sans rapport avec le sujet sont à éviter, ainsi que les répétitions de liens vers un même terme.
- Les liens externes sont à placer uniquement dans une section « Liens externes », à la fin de l'article. Ces liens sont à choisir avec parcimonie suivant les règles définies. Si un lien sert de source à l'article, son insertion dans le texte est à faire par les notes de bas de page.
- La présentation des références doit suivre les conventions bibliographiques. Il est recommandé d'utiliser les modèles {{Ouvrage}}, {{Chapitre}}, {{Article}}, {{Lien web}} et/ou {{Bibliographie}}. Le mode d'édition visuel peut mettre en forme automatiquement les références.
- Insérer une infobox (cadre d'informations à droite) n'est pas obligatoire pour parachever la mise en page.

Pour une aide détaillée, merci de consulter Aide:Wikification.
Si vous pensez que ces points ont été résolus, vous pouvez retirer ce bandeau et améliorer la mise en forme d'un autre article.
Muhammad ibn Yūsuf Atfaiyash ou Cheikh Tfayech (en arabe : محمد بن يوسف أطفيش ; né en 1820 à Ghardaïa et décédé en 1914 à Beni Isguen) était un érudit ibadite mozabite d'Algérie, qui est vénéré dans toutes les communautés ibadites du monde islamique d'aujourd'hui, en particulier chez les Ibadites de la vallée du Mzab. Il a été la force motrice du mouvement de réforme ibadite en Algérie.
Comme il s'est efforcé d'obtenir une compréhension à jour des sources ibadites antérieures, les auteurs ibadites modernes se réfèrent souvent à ses œuvres. Atfaiyash est aussi généralement admiré et considéré comme d'une grande importance chez les Ibadis pour deux raisons : d'abord parce qu'il a effectué une grande partie de sa formation en autodidacte et, deuxièmement, en raison de la variété des sujets dans ses œuvres littéraires, qu'il a écrit et qu'il continue sans interruption depuis sa jeunesse,. Il a joué un rôle important dans la lutte contre la puissance coloniale en Algérie et a aidé les Libyens dans leur lutte contre les Italiens.
Grâce à ses lettres, Atfaiyash a pu entretenir des relations avec d'autres savants ibadites, en particulier à Oman, ce qui lui a permis de diffuser ses idées de réforme.

## Biographie

### Parenté et nom
Atfaiyash appartenait à une famille de savants. Un ancêtre paternel nommé Muhammad ibn ʿAbd al-ʿAzīz. Siècle vécu, était à la fois un érudit et un Cheikh de la Azzāba. Son père, Yūsuf ibn ʿĪsā, qui était un érudit ibadite de grande importance à son époque, est connu pour ses tentatives de réforme qui ont provoqué son exil à Ghardāya. La mère d'Atfaiyash s'appelait Sattī bint Saʿīd ibn ʿAddūn et venait de la tribu d'Āl Yadar à Banī Yasdschan et appartenait également à une famille savante 
Son nom complet est Amhammad ibn Yūsuf ibn ʿĪsā ibn Salih ibn ʿAbd ar-Rahmān ibn ʿĪsā ibn Ismāʿīl ibn Muhammad ibn Abd al-ʿAzīz ibn Bakīr al-Hafsī Atfaiyash. Son origine remonte à ʿUmar ibn Hafs al-Hintātī, qui est le fondateur de la dynastie Hafside en Tunisie (627-982 / 1229-1574). Dans certaines de ses œuvres, Atfaiyash fait remonter ses ancêtres à Omar ibn al-Khattâb.
Le nom Atfaiyascih a son origine dans la langue berbère mozabite et se compose de trois parties : attaf signifie prendre, aiyā signifie venir et asch signifie manger. Peut-être que le nom est une métonymie qui représente l'hospitalité et la générosité.
Bien que son prénom était Muhammad, Atfaiyash lui a écrit « Amhammad » avec Alif au début du nom ( en arabe : أمحمد‎ ). Lorsqu'on lui a demandé pourquoi il épelait son prénom de cette façon, il a répondu qu'avec ce changement, il visait à préserver le nom du Prophète et sa personne, de sorte que si quelqu'un nommé Muhammad est maudit ou insulté, ces offenses et malédictions n'atteindront pas pour le Prophète.

### Surnom
Atfaiyash est connu chez les ibadites maghrébins sous le surnom de « Guide des Imams » (quṭb al-aʾimma) et au Machreq comme le qutb du Maghreb. Parmi les ibadites contemporains, il est appelé al-Qutb, une épithète donnée par le savant omanais ʿAbdallāh ibn Humaid as-Sālimī (environ 1869-1914). Cette épithète indique qu'il était considéré comme une autorité religieuse par les Ibadites à son époque et à ce jour, mais n'inclut pas de sens soufi. Selon Ibrāhīm Abū al-Yaqzān (mort en 1973), qui fut l'un de ses étudiants, al-Qutb mérite ce surnom, car les savants du Masriq et du Maghreb peuvent être comparés aux planètes autour de ce pôle céleste ( al- quṭb ) et flotte sur sa voûte céleste.

### Naissance
Les auteurs ne sont pas d'accord sur l'année et le lieu de naissance d'Atfaiyash. L'opinion qu'il est né en 1236/1820 est partagée par certains, tandis que d'autres déclarent sa naissance en 1237/1821 définitive. Cette dernière date est donnée par un grand nombre d'auteurs. C'est aussi le cas de son lieu de naissance. La plupart des auteurs affirment qu'il est né à Bani Yasjan. Depuis Atfaiyash utilise le Nisbe al-Yasdschanī dans ses lettres et certaines de ses œuvres. Selon toute vraisemblance, Ghardāya est son véritable lieu de naissance. Pour la raison qu'il mentionne lui-même dans un de ses ouvrages qu'il est né à Ghardāya.
Atfaiyash a passé les quatre premières années de son enfance à Ghardāya en raison de l'exil de son père de Banī Yasdschan. Peu de temps après, lorsque les Atfaiyash retournèrent à Banī Yasdschan, son père mourut, à savoir en 1825. Après la mort de son père, sa mère et ses frères ont pris soin de lui.

### Cursus
Atfaiyash a bénéficié d'un environnement d'apprentissage domestique dès la petite enfance grâce à la famille de sa mère, dont le frère Umar ibn Saʿīd était un mufti important dans le Mīzāb et dont l'oncle Yūsuf ibn Hamū était un érudit qui a écrit quelques ouvrages. Cela a dû avoir un impact sur Atfaiyash. Selon de nombreux biographes ibadites, la mère d'Atfaiyash mérite le mérite de sa première formation religieuse.
À l'âge de cinq ans, la mère d'Atfaiyash l'envoya à l'école coranique. Parce que sa langue maternelle était le berbère, il a appris l'arabe au début. Aġūšt souligne son talent extraordinaire, sa bonne mémoire et à quel point il était curieux. Il se distingua parmi ses camarades de classe par une grande diligence et à l'âge de huit ans, on dit qu'il maîtrisait le Coran par cœur.
La deuxième phase de sa formation religieuse a commencé après qu'il eut maîtrisé le Coran par cœur avec le fait qu'il se rendrait chaque jour à la mosquée où se déroulait l'instruction religieuse des ʿAzzābites. Ses professeurs comprenaient Muhammad ibn sā Āzbār (mort en 1878), le cheikh du Majglis ʿAmmī Saʿīd, Sulaimān ibn ʿĪsā (mort en 1848), le cheikh de la ʿAzzāba à Banī Yasdschan, ʿUmar ibn Sulaimān Nūh (mort en 1848) le bureau de Qādī à Banī Yasdschan, et ʿUmar ibn Sālih (mort en 1834), qui occupait la fonction de Qādī al-Qudāt à Ghardāya. Il convient de noter que tous ces savants étaient des disciples de ʿAbd al-ʿAzīz ath-Thamīnī (1717-1808). Ce qu'ils ont enseigné exactement à Atfaiyash n'est malheureusement pas clair d'après les sources et la littérature secondaire. Comme il n'y avait soi-disant aucune spécialisation à cette époque et donc toutes sortes de sujets étaient proposés par les savants.
Atfaiyash fait remonter sa vaste éducation à son frère Ibrāhīm ibn Yūsuf Atfaiyash (mort en 1886), qu'il tenait en haute estime et qu'il a même écrit une Qasīda à son sujet. Après le retour de son frère de son voyage d'études en Oman et en Egypte à Banī Yasdschan, Atfaiyash apprend de lui la syntaxe arabe (naḥw), le Tafsīr, le Hadith, la Charia, ʿIlm al-kalām et l'histoire de l'Islam. Contrairement à son frère et à d'autres savants algériens qui, après leur formation de base, se rendent généralement dans les centres religieux du monde islamique pour se perfectionner avec d'autres savants, Atfaiyash est resté dans son pays natal. C'est peut-être parce qu'il ne pouvait pas se permettre de tels voyages d'études.
Atfaiyash est devenu célèbre pour s'appuyer sur lui-même pour acquérir des connaissances et des compétences. Comme il y avait une pénurie de livres à l'époque, il ne manquait jamais aucune occasion d'étudier. Il attendait que chaque savant qui revenait du Machrek obtienne les connaissances qu'il y avait acquises. Une autre façon pour lui d'élargir ses connaissances était à travers les travaux d'autres savants du Wādī Mīzāb. Cependant, l'accès à ses livres dans les bibliothèques privées n'était pas facile. Car ils se présentaient sous la forme de manuscrits dont les propriétaires n'aimaient pas mettre à disposition des autres. Cependant, il réussit à accéder à la bibliothèque privée de ʿAbd al-ʿAzīz ath-Thamīnī, décédé à cette époque, et dont il acquit une grande connaissance grâce aux travaux.
Mais les trois mariages d'Atfaiyash, qu'il a conclus coup sur coup, auraient aussi été un moyen d'accéder aux bibliothèques privées qui appartenaient aux familles savantes de ses épouses. De cette façon, il est venu à de précieuses bibliothèques privées. Mais cela ne lui semblait pas suffisant. Il prit donc contact avec d'autres savants, notamment à Oman, et leur envoya des lettres leur demandant de lui envoyer des livres. Pèlerins, étudiants et voyageurs lui apportaient également les livres qu'il désirait.

### Carrière universitaire
Atfaiyash a commencé à enseigner dans l'école de son frère à l'âge de quinze ans. Selon Ourghi, il aurait seulement aidé son frère à enseigner le Coran et la langue arabe. À l'âge de vingt ans, Atfaiyash aurait été considéré comme un érudit important parmi les érudits ibadites du Wādī Mīzāb. Quand il avait trente ans, il aurait été considéré comme mujtahid al-madhhab par tous les Ibadis algériens. Et à la fin de sa sixième décennie, Atfaiyash aurait été reconnu par la plupart des Ibadis comme le mudschtahid par excellence (muṭlaq). La réponse à la question de savoir comment Atfaiyash a atteint ce rang supérieur ne se trouve malheureusement pas dans les biographies ibadites. De plus, il est nommé cheikh de la Azzāba en 1878.
Atfaiyash a fondé sa propre école en 1850 en utilisant l'une de ses trois maisons à Banī Yasdschan comme école. L'école d'Atfaiyash a accueilli des élèves du Wādī Mīzāb ainsi que d'autres régions ibadites en plus de l'Algérie telles que Jirba, Jabal Nafusa, Oman et Zanzibar. Pour être admis à étudier dans son école, Atfaiyash avait besoin de la connaissance complète du Coran par cœur. Avec lui, les élèves ont appris la langue arabe, les études islamiques et l'éthique. Cependant, Atfaiyash attachait une grande importance à la littérature andalouse.
Il a divisé les étudiants en trois groupes et ce qu'ils étaient censés apprendre différait selon le groupe. Il enseigna au groupe de débutants al-ādschurrūmīya (un ouvrage en naḥw), les études de hadiths, la poésie (shiʿr), l'éthique et dans ʿAqīda soit ʿAqidat at-Tawhīd par al-Jitālī (d. 1349) soit ʿAqidat al-ʿAzzārba par (ʿAzārba décédé vers 1300). Appartenant au groupe Middle élèves doivent apprendre des sujets difficiles comme un Qatr-Nada par Ibn Hisham (une œuvre en naḥw) et Tawhid Nūnīyat d'Abu l-Nasr ibn Nouh (a Qasida). Le groupe des anciens devrait mémoriser l'alfiyya d'ibn Mālik et l'as-Samarqandīya (un travail de rhétorique) entre autres.
Les informations exactes sur le nombre d'étudiants étudiés par Atfaiyash ne se trouvent pas dans l'historiographie ibadite. Cependant, quelques-uns d'entre eux sont nommés comme son neveu Abū Ishāq Ibrāhīm Atfaiyash (1886-1965), Ibrāhīm ibn ʿĪsā Abū l-Yaqzān (1886-1973) et Sulaimān al-Bārūnī (1870-1940).

### Voyages

#### Dans le Wādī Mīzāb
Atfaiyash n'a pas beaucoup voyagé en dehors du Wādī Mīzāb depuis deux fondateurs. La première raison est qu'il était occupé à enseigner et à écrire la plupart du temps. La deuxième raison peut être due aux restrictions à la liberté de mouvement imposées par la puissance coloniale française. D'autre part, il a pu se déplacer dans le Wādī Mīzāb et a fréquemment visité Barriyān, al-Qarāra et Vardjalān. Saʿdallāh rapporte qu'Atfaiyash a été contraint de quitter Banī Yasjan en raison de son rejet strict de tout renouvellement non religieux (bidaʿ ), ce qui a conduit à la menace de mort contre lui. Il a déménagé entre les villes de Wādī Mīzāb. Il est d'abord resté à Būnūra, où il a été accueilli. Il a fallu sept ans à Atfaiyash pour revenir à Banī Yasjgan. Au cours de ces voyages, Atfaiyash a pris contact avec ʿAzzāba et a prêché des sermons pour hommes et femmes.

#### Pèlerinages et rencontres avec d'autres savants
Atfaiyash a fait deux pèlerinages Hajj dans sa vie. En 1873, il se rend pour la première fois en pèlerinage à La Mecque. Lors de son deuxième pèlerinage en 1882, il passa quelque temps à Tunis. Là, il a rencontré des érudits de Zaitūna. Il a également rencontré des érudits non ibadites. Par exemple, il aurait rencontré les savants suivants en Algérie : le savant sunnite ʿAbd al-Qādir ibn Muhammad al-Madschjāuī (1884-1913), qui était enseignant à l'école officielle « al-Madrasa ath-Thaʿlālibīya », ainsi que le Mālikitic Muftī de Constantin Maulūd ibn Muhammad ibn Mauhūb (1863-1930) et le savant soufi Abū ʿAbdallāh Muhammad ibn al-Qāsim (1823-1897), qui était le Cheikh de Zāuīyat al-Hāmil et demanda à Atfaiyash y prêcher.
Atfaiyash a également parlé à des savants célèbres de La Mecque et de Médine. Parmi eux se trouvait le savant chafiite Sayyid Ahmad ibn Zaynī Dahlān (1817-1886). Aġūšt rapporte que Dahlān Atfaiyash a laissé un espace pour prêcher à al-Masjid an-Nabawī et lui a dit : "Vous avez une prétention plus élevée que les musulmans bénéficieraient de vous". Cela est censé indiquer qu'Atfaiyash aurait eu une grande connaissance des autres Madhāhib musulmans et qu'il était vénéré par d'autres savants.
Sur le chemin du retour de son deuxième pèlerinage, Atfaiyash a passé quelque temps à Jabal Nafūsa. Là, il aurait rencontré la famille al-Baruni.

### Mort et progéniture
Atfaiyash est décédé le 23. Rābīʿ II 1332 (= 21. mars 1914) après avoir été alité avec une fièvre qui a duré huit jours. Selon Dabbūz, de nombreuses personnes ont assisté au cortège funèbre. D'autres érudits et nombre de ses étudiants pleurèrent sa mort. Même son disciple Abū l-Yaqzān l'a déploré dans un poème de deuil. Il laisse une fille et huit fils. Contrairement aux fils d'Atfaiyash, son neveu Abū Ishāq Ibrāhīm Atfaiyash est connu comme un érudit ibadite qui a passé la majeure partie de sa vie en Égypte, où il a publié le magazine al-Minhādsch ("Le Chemin") de 1925 à 1930 et a écrit et édité de nombreux livres.

## Convictions et combat
Le mouvement de réforme ibadite en Algérie a commencé avec le savant Abū Zakarīyā Yahyā ibn Sālih al-Afdalī (1714-1788) et son élève ʿAbd al-ʿAzīz ath-Thamīnī. Ces universitaires sont considérés comme des pionniers du mouvement de réforme ibadite et à travers leurs tentatives de réforme, qui consistaient à fonder des écoles privées, à présenter plus simplement l'héritage ibadite, à lutter contre les innovations non autorisées dans leur communauté par des sermons et à échanger leurs réflexions à travers correspondance avec d'autres savants, ils ont ouvert la voie à Atfaiyash pour poursuivre les tentatives de réforme plus tard.
Ces savants et le savant chafiite Jalāl ad-Dīn al-Suyūtī, qui selon Ourghi aurait été le modèle d'Atfaiyash, ont influencé Atfaiysh dans son mouvement de réforme. À son époque, l'ignorance et l'imitation aveugle (taqlīd) régnaient dans la société. Ceux-ci ont conduit Atfaiyash à la conviction qu'une réforme sociale et religieuse est inévitable, ce qui ramène les musulmans aux vrais principes de l'enseignement de l'Islam.
Ourghi souligne qu'Atfaiyash a été le premier savant ibadite à utiliser le terme « réforme » (Islāh). En tant que réformateur ( muṣliḥ ), la réforme de l'école de droit ibadite, qu'il dirigeait par le biais du conseil (naṣīḥa), était d'une grande importance pour Atfaiyash. Afin d'être entendu, Atfaiyash a veillé à étayer ses conseils par des preuves du Coran et des hadiths. Atfaiyash voulait diffuser ses idées de réforme parmi les Ibadites afin de créer une unité ibadite contre les autres musulmans et en même temps de jeter des ponts entre les deux.
La question se pose cependant de savoir dans quelle mesure Atfaiyash, malgré son idée de la forme pure de l'Islam -selon Ourghi-, était-il prêt à discuter des différences avec d'autres musulmans qui suivent d'autres directions d'enseignement, par ex. B. Être indulgent dans les branches de la religion ( furūʿ ad-dīn ) afin de construire des ponts. Parce que z. B. Dans une lettre à Ibn ʿAlliwa, un érudit sunnite, il explique pourquoi les Ibadites derrière les sunnites ne sont pas autorisés à prier, et justifie cela par le fait que les imams sunnites commettent des péchés. Selon Atfaiyash, les imams sunnites s'écartent ainsi de la charia. Les sunnites, quant à eux, priaient et prient encore dans les mosquées ibadites.
L'espace qu'Atfaiyash aurait pu laisser pour les différences entre les Ibadites et les autres groupes islamiques est cependant une question qui nécessite encore une enquête plus approfondie.

### Position sur les droits des femmes
Un exemple des idées de réforme d'Atfaiyash à l'époque est sa position sur les droits des femmes. Il croyait que les femmes ont le droit à une éducation et que les femmes qui sont par ex. B. produisent des textiles à la maison, sont autorisés à quitter leur maison pour vendre leurs produits textiles et acheter du coton. En ce qui concerne le mariage, il est d'avis que les pères ne doivent pas forcer leurs filles à épouser quelqu'un contre leur gré, ce qui était la coutume avant lui. Contrairement à d'autres savants ibadites, tels que B. ath-Thamīnī, Atfaiyash n'avait rien contre un mariage mixte entre une femme ibadite et un homme sunnite. Selon lui, cette forme de mariage pourrait même servir à rapprocher Ibadites et sunnites.

### Lutte contre la puissance coloniale
Après l'occupation du Wādī Mīzāb en novembre 1882 par les troupes françaises, Atfaiyash aurait joué un rôle important dans la résistance ibadite. Le rôle d'Atfaiyash était d'appeler au djihad contre les colonisateurs français, qu'il considérait comme des polythéistes, ce qui a conduit les Français à l'arrêter pendant quelques jours, puis à le placer en résidence surveillée et à surveiller. Atfaiyash croyait qu'en raison de leur division et de leur désunion, les musulmans étaient la cause de la colonisation. Il était également convaincu que si les musulmans veulent gagner la lutte contre la domination coloniale, ils doivent se débarrasser de tous les désaccords religieux et revenir au véritable islam. Il aurait tenté de former une unité musulmane dont le but était de préserver l'islam et de libérer les musulmans de la colonisation afin que l'honneur de l'islam puisse être rétabli. Lorsque l'Italie occupa la Libye en 1911, Atfaiyash aurait aidé les Libyens dans leur combat contre les Italiens en collectant des dons pour eux.

## Travaux

### Des lettres
Les épîtres ont joué un rôle très important dans l'histoire des Ibadites en tant que moyen d'établir un lien durable entre les congrégations ibadites et pour l'échange d'opinions. Cela leur a permis de développer et d'établir leur unité religieuse et de préserver leur identité ibadite des influences d'autres disciplines ( maḍāhib ). Atfaiyash les lettres ont servi à diffuser ses idées de réforme à la fois dans la région autour de Wādī Mīzāb et dans d'autres régions où vivaient les Ibadites. Il était principalement avec des érudits omanais, en particulier ʿAbdallāh ibn Humaid as-Sālimī dans une correspondance, dans laquelle il s'agissait principalement d'informations juridiques sur des problèmes juridiques nouvellement posés.
Atfaiyash était également en correspondance avec certains dirigeants musulmans, en particulier les sultans de Zanzibar, à qui il écrivit des lettres leur demandant un soutien financier pour la publication de ses œuvres.
Ces lettres ont été rassemblées dans un livre en deux volumes et publiées sous le titre « Kašf al-karb » par Wizārat at-Turāṯ wa-ṯ-ṯaqāfa à Oman entre 1985 et 1986. Le livre est disponible ici en version numérisée.

### Polices
Atfaiyash, qui, selon Dabbūz, a écrit le livre al-Mughn l-labīb d'Ibn Hishām (mort en 1360) en 5000 vers Qasīd quand il avait 16 ans, écrit des écrits dans divers domaines de la connaissance, y compris tafsīr, hadīth, tawhīd, fiqh, la syntaxe arabe (naḥw), l'histoire, la logique, l'éthique et la poésie. Les auteurs sont en désaccord sur le nombre total d'œuvres d'Atfaiyash. Alors que certains parlent d'un nombre de 300 ouvrages, Dabbūz rapporte qu'il s'agit d'environ 100 publications. Une liste des œuvres d'Atfaiyash se trouve dans l'œuvre de Custers (al-Ibāḍiyya. A Bibliography), qui bibliographie les œuvres d'Atfaiyash par ordre alphabétique. Les œuvres suivantes sont trois de ses plus importantes :
- Sharḥ kitāb an-Nīl wa-šifāʾ al-ʿalīl (« Explication du livre : le Nil et la guérison des malades ») est un commentaire du livre kitāb an-Nīl wa-šifāʾ al-ʿalīl écrit par ʿAbd al-ʿAzīz ath-Thamīnī . En plus d'un grand nombre d'écrits qu'Atfaiyash a écrits dans le domaine du Fiqh, l'ouvrage Selon Dabbūz est considéré comme une encyclopédie qui couvre un large éventail de différentes directions islamiques (maḍāhib). Dans ce livre, Atfaiyash aurait fait des comparaisons entre diverses déclarations de juristes antérieurs sur certaines questions juridiques et n'aurait donné la prédominance à une des opinions que si elle était étayée par des preuves du Coran et de la Sunna[47].

Sur la question de savoir pourquoi Atfaiyash a écrit un livre aussi volumineux et complet en Fiqh et pas seulement un qui correspond à et/ou explique la doctrine des normes juridiques ibadites, Dabbūz rapporte que, en tant que puissance coloniale française en Algérie , voulait avoir un code islamique de droit écrit et un groupe d'universitaires dédiés de différentes écoles de droit pour se mettre d'accord sur les questions juridiques sur lesquelles il y avait des désaccords. Atfaiyash aurait visé avec ce travail à produire un ouvrage de référence complet qui inclut les points de vue des différentes écoles de droit islamiques.
La deuxième édition imprimée, publiée en 1973 en 17 volumes par Dār al-fatḥ à Beyrouth, est disponible ici en version numérisée.
- Taisīr at-tafsīr ("Facilitation de l'exégèse") est son commentaire le plus important et le plus final sur le Coran. L'ouvrage est disponible en plusieurs éditions. L'édition imprimée, éditée en 17 volumes par Ibrāhīm ibn Muḥammad Ṭallāī et autres en 2004 et publiée par Wizārat at-Turāṯ wa-ṯ-ṯaqāfa à Oman, est disponible ici en version numérisée.

- Šarḥ ʿqidat at-tauḥīd (« Explication du credo du Tawhid ») est également un commentaire du confessionnal berbère Ibadit, qui a été traduit en arabe par ʿAmr ibn Jumaiyʿ. L'œuvre est également connue sous le nom de Aqidat al-ʿAzzāba[48]. L'édition imprimée, éditée par Muṣṭafā ibn Nāṣir Wīntan en 2001 et publiée par Ǧamʿīyat at-Turāṯ à Ġardāya, est disponible ici en version numérisée.

## Littérature
Sources arabes
- Muḥammad ʿAlī Dabbūz : Nahḍat al-Ǧazāʾir al-ḥadīṯa wa-ṯauratuhā al-mubāraka . al-Maṭbaʿa at-Taʿāwunīya, Damas, 1965. Tome I, pages 289-388.

Littérature secondaire
- Bakīr ibn Saʿīd Aġūšt : Quṭb al-aʾimma al-Aʿllāma Muḥammad ibn Yūsuf Aṭfaiyaš : ḥayātuhū, aṯāruhū al-fikrīyya, Jihāduhū . Maktabat al-Ḍāmirī li-l-Našr wa-'t-Tauzīʿ, al-Sīb, Oman, 1989. Numérisé
- Martin Custers : al-Ibāḍiyya . Une Bibliographie . Georg Olms Verlag, Hildesheim, 2016. Tome II, Ibāḍīs du Maghreb (incl. Egypte). 2e édition révisée. 180-235.
- Muʿǧam aʿlām al-ibāḍīya min al-qarn al-auwal al-hiǧrī ilā 'l-ʿaṣr al-ḥāḍir, qism al-maġrib al-islāmī ed. v. Muḥammad ibn Mūsa Bābāʿammī, Ibrahīm ibn Bākīr Bāḥḥāz u. une. Ǧamʿīyat at-Turāṯ, Dār al-Ġarb al-Islāmī, Beyrouth, 2000. Tome II, n° 864. P. 399-406. Numérisé
- Abdel-Hakim Ourghi : Le mouvement de réforme dans l'Ibāḍīya moderne : vie, œuvre et œuvre de Muḥammad b. Yūsuf Aṭfaiyaš 1236-1332 QG (1821-1914) . Ergon, Wurtzbourg, 2008.
- Abū l-Qāsim Saʿdallāh : Tārīḫ al-Ǧazāʾir aṯ-ṯaqāfī . Dār al-Ġarb al-Islāmī, Beyrouth. 1998. Tome II, 1830-1954. P. 264-275. Numérisé
- Joseph Schacht : Article "Aṭfiyās̲h̲" dans Encyclopédie de l'Islam. Brill, Leyde, 1979. Tome I. A-BS 736. DOI 10.1163/1573-3912_islam_SIM_0843
- Muṣṭafā ibn Nāṣir Wīntan : dans son édition du livre šarḥ ʿaqīdat at-tauḥīd de Muhammad ibn Yūsuf Atfaiyash . Ǧamʿīyat at-Turāṯ, Ġardāya, 2001. P. 15-22. Numérisé
- Ḫair ad-Dīn az-Zirikli : al-Aʿlām: qāmūs tarāǧim li-ašhar ar-riǧāl wa-'n-nisā 'min al-'Arab wa-'l-musta'ribīn wa-'l-mustašriqīn . 8 tome 15. Éd. Dar al-ʿIlm li-l-malāyīn, Beyrouth 2002. Tome VII, page 156f. Numérisé